# HERO (テレビドラマ)
『HERO』（ヒーロー）は、フジテレビ系で放送された日本のテレビドラマシリーズ。主演は木村拓哉。
第1期は、2001年1月8日から3月19日にかけて「月9」枠で放送された。その後、2006年に特別編が、翌2007年には劇場版がそれぞれ制作され、2014年7月14日から9月22日にかけて続編が連続ドラマとして第1期と同じく「月9」枠にて放送された。翌2015年には劇場版第2作が制作された。

## 概要
第1期は木村拓哉演じる型破りで正義感の強い検察官と、松たか子演じる生真面目だがどこかとぼけたところのある検察事務官2人のコンビによる捜査活動を、同僚検事たちの巻き起こすコメディを交えて描かれた。平均視聴率は34.3%、最高視聴率は36.8%（関東地区・ビデオリサーチ調べ）を記録し、特に関東地区では全ての放送回で視聴率30%超を記録するなど、「月9」枠としては平成中期の最大のヒット作となった。
2006年7月3日月曜21時 - 23時18分には、終了後5年ぶりに特別編が放送された。ハイビジョン制作。また2007年9月8日の映画版公開にあわせて、同年8月から9月にかけて「チャンネルα」枠で本編の再放送が、同年9月23日日曜21時 - 23時29分にはドラマレジェンドスペシャルにてこの特別編の完全版（編集により映像追加）が放送された。
2014年7月14日から9月22日にかけて「続編」として13年半ぶりに連続ドラマが放送された。放送開始前にフジテレビ社長の亀山千広は「今の20%は3 - 4年前の20%とは全然違う。現在の基準でいえば、15%を常時取ってくれることが、あのとき（01年の第1作放送時）の30%に匹敵する」と話していたが、平均視聴率は21.3%を記録。2014年の民放連続ドラマで1位を記録した。月9で平均視聴率が20%を超えるのは、『CHANGE』以来6年ぶり。このほか、ORICON STYLEによる14年7月期連続ドラマ満足度ランキングで満足度63%を獲得し1位となった。次作『信長協奏曲』以降の月9枠では、視聴率の下降傾向が続く影響もあって、平均視聴率及び最高視聴率20%超えを記録した作品は2025年現在存在しないなど、ヒット作には恵まれていない。

### 型破りの検事像
法による検事の捜査権限は警察（刑事など）よりも遥かに大きく、刑事訴追（公判請求）する権限は検察官の専権事項（起訴独占主義）であり、国家権力の執行者といえば警察よりむしろ検察である。また、検事は単独でその権限を行使でき、強大な権力を与えられている。しかし、現実の検事が事件ひとつひとつを警察のようには捜査しない。検事は捜査権を持ってはいるが義務付けられてはいない。検事が捜査する場合は極めて例外的な刑事事件や、政界での汚職、テレビ等で有名な企業、その他の重大事件に限定されており、現実には痴漢や泥棒などでは実地捜査まではせず警察に任せている。
脚本の福田はヤメ検の弁護士に取材した際、検事の仕事は99.9%がデスクワークで、検事自らが事件を捜査することも可能だが外には一歩も出られないと答えられたという。そこで、「実際に捜査権を行使する検事がいたらどうなるんだろう?そしてその検事が出かけてしまったら、その検事がその日に抱えている何十件という案件はどうなるんだろう」とドラマの内容を着想したという。
主人公である久利生検事は刑事さながらの行動派な検事として自ら現場の捜査も行い、その様は法曹界における型破りな検事像である。

### 特別編
第1期の終了直後から続編を求める声が寄せられていたが、木村拓哉自身が主演作の続編を敬遠したとも言われており、実現していなかった。また、韓国、台湾、香港、シンガポールなどアジア各国からリメーク権獲得依頼が殺到したが、制作側は「主人公の久利生検事役は木村拓哉以外にはあり得ない」として断り続けてきたといい、半ば伝説化していたが、2006年7月3日に単発ドラマとして5年ぶりに復活した。
特別編は、久利生検事が本編で転勤した石垣島から北海道を経て、山口県の海沿いの企業城下町・虹ヶ浦にある山口地検虹ヶ浦支部に赴任し、そこで起こった殺人事件を担当することを主軸に描かれている。主なロケは山口県下関市豊北町の角島を中心に行われた（一部山口県萩市や千葉県南房総市などで収録されたシーンもあった）。
なお、虹ヶ浦は架空の都市であり、実際の山口県の状況と異なる設定もいくつか見られる。劇中に出てきた“あごま”（異臭を放ついしがき鯛の肝漬けの燻製）も架空のものであり、ラスト近くで久利生が東京に戻る際に駅から列車に乗るシーンで国鉄急行色のキハ58系・キハ65系が登場するが、両形式とも既に山口県では走行しておらず、当時JR四国で国鉄急行色として走行していた(現在は引退済)キハ58 293・キハ65 34が登場している。(尚、久利生役である木村拓哉はキハ65の方に乗っている)
出演陣は久利生検事以外のほぼ全員が特別編だけのオリジナルキャストであり、本編のレギュラーメンバー達はほんの数分しか登場していない。また、レギュラー時代の主題歌である「Can You Keep A Secret?」も劇中では使用されず（映画版でも使用されていない）、服部隆之が担当した同じフジテレビドラマ「将太の寿司」の音楽をバックにしたエンドロールであった。
なお、特別編のラストで、久利生が古巣の東京地検城西支部へ戻ったという設定は、放送当時から何らかの形での続編の存在を窺わせるものであり、実際に映画版の前触れとなっていると共に、特別編のストーリーが映画版での伏線の一つとなっている。
2007年9月23日に映画版公開にあわせてドラマレジェンドスペシャルにて完全版（編集により映像追加）が放送された。
2009年11月28日に土曜プレミアムでの再放送では、冒頭に「St.George's Tavern」のシーンが追加撮影されて放送された（視聴率は18.8%）。
2015年8月1日にも土曜プレミアムで映画大ヒット御礼記念として、新撮部分を入れて放送された。

### 第2期
2014年4月28日付けのニュースリリースで制作が発表された。設定としては前作の「続編」となるが、久利生（木村拓哉）の“相方”となる事務官が麻木千佳（北川景子）に交代となったほか、久利生以外の検事がすべて入れ替わった。一方で、城西支部の部長検事だった牛丸豊（角野卓造）が東京地検の次席検事に“出世”したという設定で登場するほか、事務官の末次（小日向文世）、遠藤（八嶋智人）、警備員（今作から事務官に転職）の井戸（正名僕蔵）、バーのマスター（田中要次）などは前作からの続投となっている。第1期のレギュラーも何人かはゲスト出演している。

2015年7月18日には、映画化第二弾が公開された。第2期のキャストに加え、第1期でヒロインを務めた松たか子が雨宮舞子役で出演。ゲスト出演に佐藤浩市を迎える。

## 登場人物

### 主要人物

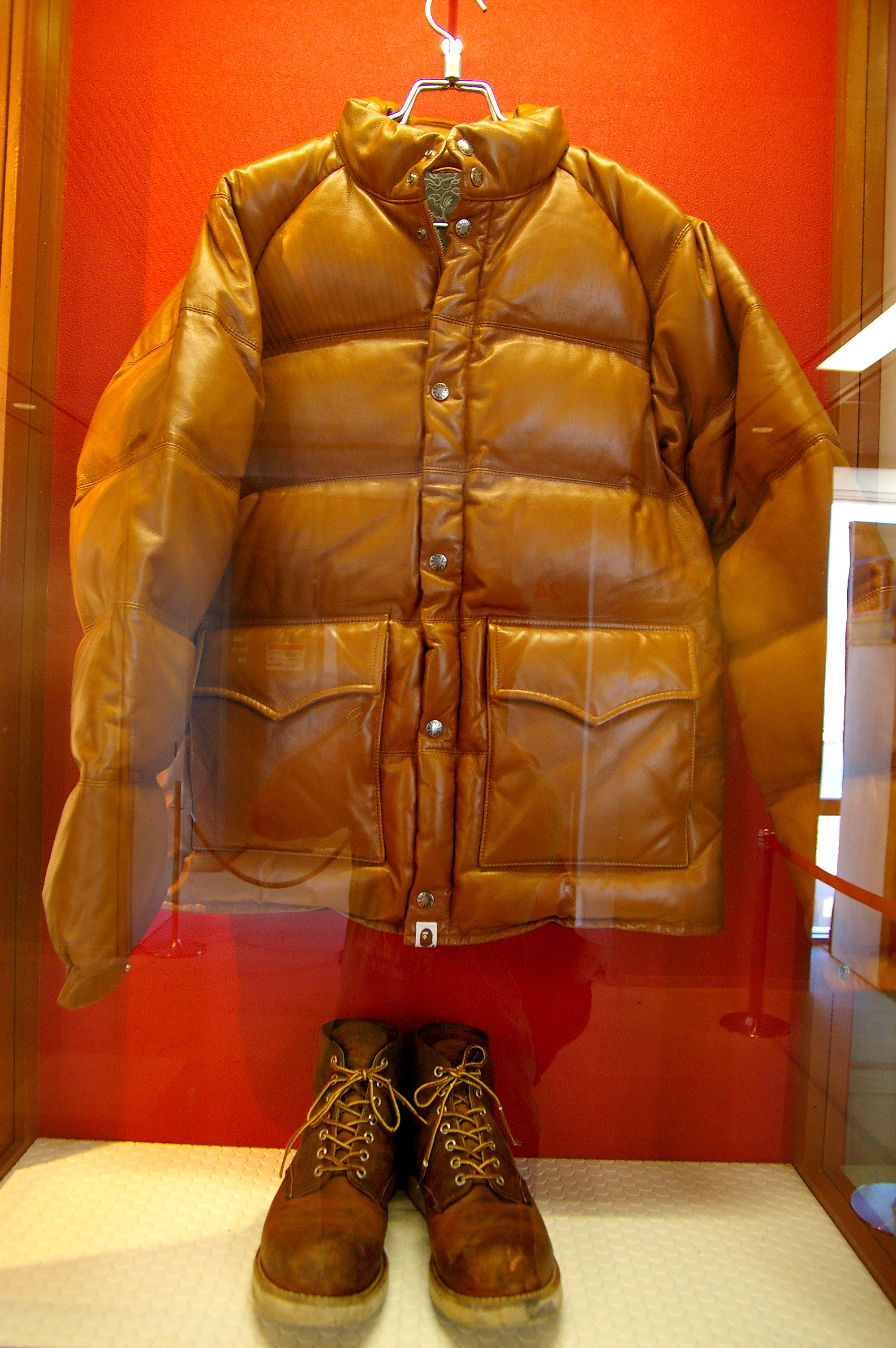
久利生のダウンジャケットと靴

久利生 公平（くりう こうへい）〈27→40〉
演 - 木村拓哉
本作の主人公。ラフなジーンズにダウンジャケット姿の型破りな検察官（検事）。秋霜烈日章は普段はジーンズのポケットにしまい、検察官の身分を示す際にだけ、ポケットから出して提示する。第2期からはネックレスにし首から下げている。独身。愛煙家。銘柄はマールボロ。
最終学歴は中卒。高校中退後、大検を経て司法試験に合格、希望通り検事に任官した。
最初の任地である青森地検から、代議士の汚職事件で沸く東京地検城西支部 に異動。外見や言動、過去の逮捕歴などがマスコミで非難報道され、那覇地検石垣支部に左遷された。特別編で、札幌地検を経て山口地検虹ヶ浦支部へ異動し、11年ぶりに殺人事件が起こった山口県のある町で真相を突き止める。その後、再び東京地検城西支部へ戻る。
三軒茶屋会社員傷害致死事件の担当から2年後に石川地検 へ異動し、大阪地検、宮崎地検を経て、特捜部に異動した江上の後任として三度目の城西支部着任となる。ラフな服装や捜査に対する姿勢、通販好きな点は以前と全く変わっていない。また、携帯電話はスマートフォンに機種変更しているが、これも通販の注文に使っている。
他の検事には無い独特の視点・洞察力を持ち、「おでかけ好き」と称されるように、自らも現場に赴き捜査する行動派の検事。事件の大小にこだわらない考えを持ち、たとえ下着泥棒であろうと納得するまで徹底的に調べ上げ、石垣島時代にはスルメ泥棒を2週間掛けて捜査したというエピソードもある。同僚からは服装や捜査に対する姿勢の違いから最初こそ煙たがられるが、事件に対するひたむきさから徐々に同僚の信頼を得るようになる。
中学の時から無類の通販グッズオタクで、特に筋力トレーニング系を好んでおり、よく仕事場に持ち込んで体を鍛えている。石垣島に赴任して以降は釣りにも興じるようになった。小学校の時はリトルリーグで野球、中学校ではサッカーをやっていた。
過去に友人を庇って起こした傷害事件で逮捕されたことがあり、その際黙秘を通し、証拠不十分で不起訴処分を受けている。その事件を担当した沼田検事の「事件を徹底的に調べる」という姿勢が、検事を目指すきっかけとなり、その後の検事としての久利生のバックボーンとなっている。
雨宮 舞子（あまみや まいこ）〈24→37〉
演 - 松たか子
第1期のヒロイン、久利生の検察事務官。1976年10月15日生まれ、独身。当初は美鈴の事務官であったが、異動してきた久利生の担当も自ら志願して掛持ちすることになる。
久利生からは「ゆで卵みたいな顔」と言われたことがある。
自立したキャリア・ウーマンに憧れており、検察庁の内部試験による検事（副検事から検事となる道）を目指している。
当初は有能なやり手と想像していた久利生に対し、中卒というだけで能力に疑問を持つなど、社会的地位や世間体に重きを置く傾向にあったが、久利生と数々の事件に携わっていくうちに男性として意識するようになる。
性格は極めて生真面目。いつも自由奔放な久利生には振り回されている。第6話では久利生に影響されてか、通販で「見るからに怪しげな」ペンダントを購入したものの、事件に巻き込まれた現場で紛失してしまい、発覚して恥をかくのを恐れて奔走する。学生時代には少林寺拳法をやっており、曰く「2級」。K-1が大好きな格闘技ファン。酒豪であり、ストレスが溜まると酒類をがぶ飲みする。
第2期にはレギュラーとしては登場しないが、第1話の遠藤と末次の談によると城西支部を辞めた後に検事となったことが判明している が、配属先などについては語られていなかった。遠藤と末次によれば、三軒茶屋会社員傷害致死事件後は久利生と付き合っていたらしいが、第1話のラストシーンで、麻木から雨宮との関係について問われた久利生が言葉を濁す場面があるなど、その後の久利生との関係は不明である。
麻木 千佳（あさぎ ちか）〈28〉
演 - 北川景子
第2期のヒロイン、劇場版2作目での久利生の検察事務官。久利生が着任する以前は江上の事務官を務めていた。木更津出身の元ヤンキー。本人はヤンキー時代のことを「マイルドなヤンキー」だと言うくらいひた隠しにしており、普段は凛とした雰囲気を保っているが、時折目力が強くなったり被疑者に対して厳しい言葉を浴びせるなど、時々元ヤンらしさがでるため、同僚からは密かに恐れられている。華奢な見た目に反して大食いであり、本人曰くいくら食べても太らない体質だと話し、毎日1人で趣味の外食を楽しんでいる。サンバにはまっており、浅草サンバカーニバルに参加したことがあると宇野に話していた。
短大卒業後、堅実な職業に就こうと考えていたときに偶然事務官の存在を知り、特段の苦労もなく採用試験に合格する。そのため、事務官にそれほど思い入れはなく、完全に仕事として割り切っていた。当初は久利生に対し、残業が増えたこともあり不満を持っていたが、ひたむきに真実を追い求めようとする久利生の姿勢を見ているうちに検事として信頼を寄せるようになり、自身も事務官にやりがいを見出すようになり、事務官の仕事に積極的に取り組むようになり、最終的には司法試験に挑戦し検事になることを目指すようにまでなる。
第4話において、自身が木更津でヤンキーの一味のメンバーであったことを久利生に明かすが、これについては「彼らの仲間になっていれば、カツアゲとかされる恐れが無いから」という消極的な理由でメンバー入りをしており、そのため当時の仲間との関係もそんなに深くは無かったと語る。そして、その時の仲間の飛田が被疑者となったマンホール窃盗事件の捜査では同じく当時の仲間である倉石らから嫌悪感を露わにされるが、事務官の仕事に邁進するようになっていた麻木自身は仕事としての捜査に逃げることなく臨み、結果として嫌悪感を強めた倉石らから襲撃されることとなった。

### 東京地検城西支部刑事部

#### 第1期、第2期共通
遠藤 賢司（えんどう けんじ）〈25→38〉
演 - 八嶋智人
芝山検事の検察事務官。独身。検察内部の情報、主にゴシップネタに詳しく、芝山には情報屋のように思われているが非常に口が軽い上に、いい加減な性格で適当な発言が多い。若い女性をナンパするなどチャラチャラした軽率な言動も見せる。かなり目立ちたがり屋。豪快に笑う。久利生には比較的好意的に接しているが、内心では「いずれ飛ばされて辞めさせられる」と思っている。
プライベートでは合コンに明け暮れ、その際には「東京地検の遠藤検事」と名乗っている。名前が「賢司」なので、字の見えない口頭発言では嘘にはならない。
小柄なため、長身の芝山からは「小さいの」と呼ばれている。好奇心旺盛で、直属の上司である芝山の離婚裁判を興味本位で傍聴しており、最後には笑顔で「終わったな!」と発言した。
第2期では田村検事の検察事務官。相変わらず独身。そして、相変わらず合コンに明け暮れる生活を送っている。面倒事を自分に押し付ける田村には不満を持っており、陰で「田村麻呂」と揶揄している。
末次 隆之（すえつぐ たかゆき）〈40→53〉
演 - 小日向文世
江上検事の検察事務官。バツ1独身。牛丸部長曰く「若い人には無い味がある」ベテラン事務官。女性検事好きで、第1期では美鈴、第2期では礼子に好意を寄せている。しかし、どちらからも全く相手にされておらず、美鈴からは「セクハラで訴えてやろうかしら」と言われ、完全拒否されている。普段は温厚だが、江上の機嫌次第で理不尽な内容や分量の仕事を突然言いつけられるため、時にはイラついて陰で「江上」と呼び捨てしている。
趣味は社交ダンス（職場でステップを踏んでしまうほどのハマリ様）で、江上からは「ダンサー」と呼ばれている。年齢からか、湿布が手放せない。「（雨宮と江上の交際は）ない!」とキッパリ断言するなど、毒舌な一面も見せる（その際は大抵笑顔）。
第2期では宇野検事の検察事務官。相変わらずバツ1独身。社交ダンスは続けているが、体のあちこちにガタがきている模様。礼子に好意を持っており、彼女の事務官に付きたいと考えている（なお番組中で実年齢の話題が出てくるが、実年齢は47歳→60歳であり、実年齢よりかなり若い設定である）。
井戸 秀二（いど しゅうじ）〈29→42〉
演 - 正名僕蔵
何となく頼りなさげな城西支部の守衛（第1期・特別編）。居眠り癖があり、勤務中に欠伸をしたりもする。城西支部襲撃事件ではピザ店員に扮装した犯人を確認もせずに通してしまい、制止も確保もできずに逃走を許すという大失態を仕出かす。しかし、夜遅くまで判例を調べる久利生が仕事に集中できるようにと後片付けを手伝ったりするなど、決して根は悪くはない。
第2期では検察事務官になっており、礼子の担当を務めている。4年前に国家公務員2種試験を受験し、合格した。
歳の離れた妻との新婚生活を満喫しており、最近の趣味はフットサル（その経験が事件解決に大きく役立った）。

#### 第1期
中村 美鈴（なかむら みすず）〈30→43〉
演 - 大塚寧々
日々「被疑者をいじめること」にやりがいを見出している女性検事。独身。担当事務官の雨宮とは対照的で、大人の女性の色気が抜群な色白美人。普段は猫を被っているが、性格はキツい上に毒舌。雨宮に仕事を押し付けて帰宅する。実は同僚の芝山検事と不倫中。末次事務官からは好意を抱かれているが、本人は「セクハラで訴えてやる」と発言している。赴任当初から久利生には好意的で、彼に想いを寄せている雨宮の気持ちにも気が付いていた。
料理は下手で、リンゴの皮すらロクに剥けない（ほぼ全部実の部分を削り落としてしまい、芝山に「耳」扱いされたほど）。かなりの猫舌。イライラすると鼻をかむ癖がある。
第2期第4話に京都地方検察庁の検事として登場。横浜地検川崎支部時代に同僚だった礼子とは旧知の仲。
過去に不倫していた芝山とは別れた様子で、近々京都の呉服屋の息子と結婚予定。
芝山 貢（しばやま みつぐ）〈36〉
演 - 阿部寛
刑事部主任検事。担当事務官は遠藤賢司。妻は良子（奥貫薫）。実は密かにタレント弁護士への転身を考えている（だが、第4話で大手弁護士事務所からヘッドハンティングの話を持ちかけられるが、最終的に検事続行を決意して断る）。ストレス解消の矛先は遠藤である（デコピンや暴言などを浴びせる）。
自分より下だと思った人間を小馬鹿にする傾向があり、ナルシストな傾向もある。既婚者だが、中村検事とは不倫の関係を続けている。娘から電話が掛かってくると、いつも「パパでちゅよ〜☆」と語りかけている（しかし、娘からはウザがられている）。かなりの長身で、遠藤からは「無駄にデカい」と皮肉を言われ、よく足を踏まれている。愛煙家である。
第2期にはレギュラーやゲストとしては登場せず、第2期もしくは劇場版第2作の時点における消息は不明。「第2期に登場しない人物」という点では雨宮舞子も同様であるが、雨宮は劇場版第2作において大阪地検難波支部に検事として配属されていることが判っているため、第1期のレギュラーで現在の消息が不明なのは芝山のみである。
江上 達夫（えがみ たつお）〈32→45〉
演 - 勝村政信
東大卒業のエリート検事（その功績からフランス大使館でのパーティ招待状を得ているほど）。独身。担当事務官は末次隆之。本人は「エース」と呼ばれるのを気に入っているが、周りから上手く操られている場合が多い。少々プライドが高い上に人遣いが荒い。普段は年上の末次をさん付けで呼んでいるが、イライラすると呼び捨てして八つ当たりする（一方で末次からは影で「世間知らずな坊ちゃん」と揶揄されている）。
雨宮に好意を抱いており、彼女を自分に振り向かせようと様々な作戦を実行するが、ことごどく失敗している（おかげで未だに雨宮のメールアドレスすら入手できていない）。
湿布の匂いが大嫌いで、机の引き出しには消臭剤を常備している。コーヒーが飲めない。
第2期では東京地検特捜部検事（第1話・第9話 - 第10話）。久利生が城西支部に復帰する直前に城西支部から特捜部に異動になった。カメラ写りを気にするなど、特捜部に抜擢されたことで得意げになっている様子。城西支部で担当事務官だった麻木について、「特捜部に連れて行きたかった」と語っていた。現職国交大臣の贈収賄事件の捜査中に、胃潰瘍で入院してしまう。久利生を比較的見下しているが、それなりに信頼している部分もある。

#### 第2期
川尻 健三郎（かわじり けんざぶろう）〈55〉
演 - 松重豊
東京地検特捜部検事(10年前）→東京地検城西支部長兼刑事部・部長検事（第2期）
検察が独任制官庁である点を重視し、検事として強い信念を持っている。その信念を侮辱されると激昂するが、しばらくすると我に返り、怒鳴ったこと を反省するなど基本的には気が小さい性格。久利生を始めとする城西支部の個性的な面々に頭を悩ませている。検察内の出世に興味はなく、退職後は田舎で農業をしようと考えている。田村に牛丸の娘との縁談を持ち込んでおり、田村と礼子の確執の原因を作った張本人でもあり、それでいてその件を牛丸に知られて責められるのを恐れる小心者の面を持つ。
かつては久利生同様、事件の大小にかかわらず徹底的に調べあげることに重きを置き、その威圧的な風貌から「鬼の川尻」と呼ばれていた。10年前に政治家の汚職事件で特捜に引き抜かれたが、やり方が古くて効率が悪いと受け入れられず、特捜を外されて地方に飛ばされてからは現場を離れ、管理職を任されてきた。
田村 雅史（たむら まさし）〈44〉
演 - 杉本哲太
東京地検特捜部検事（第2期以前）→東京地検城西支部刑事部主任検事（第2期）
芝山検事の後任主任検事。3年前には東京地検特捜部に属しており、よく過去の栄光を自慢している。
出世欲が強く、プライドも高い。「いつか特捜に返り咲こう」と考えている。妻は牛丸の娘・美由紀（子供の世話は妻に任せっきりで、義父の牛丸を通してよく不満を言われている）。以前付き合っていた礼子に対し、関わりたくないと考えているが、彼女の前でも平気で妻の愚痴を漏らすため余計に反感を買っている。
「事務官は検事の部下」と見なしており、遠藤の扱いは雑。
宇野 大介（うの だいすけ）〈31〉
演 - 濱田岳
東大法学部卒業のエリート検事。東大を現役合格、司法試験も一発合格。
なんでもできるタイプだが飽きやすい。なかなか大きな事件を任されないことでイライラしている（八つ当たりの相手は末次）。
かつては「八王子の神童」と呼ばれていたが、お坊ちゃま育ちで社会経験も未熟なため、基本的に被疑者にうまくかわされてしまう（が、相手の弱みや矛盾を見つけると一気に攻め込む）。
麻木に一目ぼれして以来好意を寄せており、「一緒に仕事がしたい」と考えている。
第4話のエンディングでは久利生に負けじと私服通勤を試みたが、あまりのひどさから川尻部長に却下され、着替えてくるよう命じられて追い返されてしまった。
「検察は社会正義の砦、検事は社会的エリート」が信条。
末次を「さん」付けで呼んではいるが、彼の扱いは相当雑。
馬場 礼子（ばば れいこ）〈42〉
演 - 吉田羊
横浜地検川崎支部検事（第2期以前）→東京地検城西支部刑事部検事（第2期)
福岡県久留米市出身。バツ1独身。
職場で毎日妻と電話をする同い年の井戸に嫉妬しており、末次からは好意を持たれている。
日々のストレスを男性被疑者をいじめることで発散しているが、それでも収まらないときには井戸に八つ当たりする。
以前は横浜地検川崎支部に在籍していたことがあり、中村美鈴とはその時の元同僚。6年前に田村と交際していたが、出世のために自分を切り捨て牛丸の娘と結婚したことを根に持っており、現在では犬猿の仲。
小杉 啓太（こすぎ けいた）〈33〉
演 - 勝矢
検察事務官に転職した井戸の後任警備員。大柄な体型で背が高く、立った拍子によく頭をぶつける。

### 東京地検幹部
牛丸 豊（うしまる ゆたか）〈50→62〉
演 - 角野卓造
城西支部刑事部・部長検事（第1期）→東京地検次席検事（第2期）。
第1期では久利生らの直属の上司にあたる。元々個性豊かで曲者揃いの城西支部にあって頭を抱えていたが、異色検事の久利生までもが加わり、常に胃腸薬を手放せないでいる。パニック状態に陥ると奇声を発する。保身第一の官僚的な立場だが、根は熱い心を持つ男。糖尿病の疑いがあると医者に脅されているらしい。
第2期では亡くなった鍋島の後任として城西支部刑事部長から東京地検本庁の次席検事に昇進している。瓜二つの娘・美由紀から頻繁に義息・田村の愚痴を聞かされ、胃を悪くしている。
鍋島 利光（なべしま としみつ）〈61〉
演 - 児玉清
東京地検の次席検事（第1期）→故人（第2期）。
城西支部の検事たちを、いつも暖かい目で見守っている。城西支部に来た久利生になぜか当初から大幅な信頼を寄せている。久利生が検事を目指すきっかけとなった沼田検事と同期であり、久利生の東京地検異動に関与したことを匂わせる台詞がある。またマスコミ報道によって異動が決まった久利生を、最後まで庇おうとしていた。
特別編では、特捜部の花岡の贈収賄疑惑に対する捜査失敗が話題となる中、久利生を城西支部に呼び戻すことを決断する。
劇場版第1作で登場した弁護士・蒲生一臣（松本幸四郎）とは同期。
第2期では他界している（演じていた児玉は2011年5月16日に死去）。しかし牛丸のデスクに写真が置いてあるほか、鍋島の人柄を思わせるような会話がなされる。さらに第2期最終話では、久利生と麻木が鍋島の墓を訪れる場面がある。

### その他
「St.George's Tavern」マスター
演 - 田中要次
城西支部の検事・事務官達が行きつけのバー「St.George's Tavern」（セント・ジョージズ タバーン）のバーテンダー。どんな注文（たとえそれが寿司やお好み焼きでも）を受けようとも「あるよ」の台詞でお馴染み。バーのテレビにはいつも通販番組が流れており、彼自身も通販好きな様子（手が空いている時にはテレビを眺めている）。なお、鍋島次席検事とは古くからの知り合いのようである。
また、同一人物かどうかは不明なものの特別編に、虹ヶ浦にある居酒屋の店員として登場しているが、久利生からは「バーテンダーの双子の兄弟」だと思われている。虹ヶ浦の店員からは、お決まりの「あるよ」以外にも「ないよ!」という台詞まで発しているが、そのメニューは「焼おにぎり」である。ただし、それは鴨井産業の専務が逮捕されたことに対する抗議としてであり、実際に「ない」のかは不明である。
第2期ではメニュー以外の「あるよ」的パターンとして、馬場がカウンター席で泣いていたときはハンカチを出したが、そのハンカチで鼻までかまれてしまい困惑した表情を浮かべていた。久利生と麻木らが屋台にいったときは先客としてラーメンを食べており、久利生が一服しようと火を探していたためライターを出した。
第1期では「あるよ」以外のセリフが複数登場したが、特別編以降の発言は基本的に「あるよ」のみである。
大塚
演 - おかやまはじめ
第1話で久利生が担当した下着泥棒の事件に登場した人の良い地域課巡査。久利生のおかげで（本人曰く）「初めて犯人を逮捕」することとなったため、以降「久利生さん」と呼び慕っている。その後の回にもたびたび登場し、久利生の部屋に泊まった雨宮の警護のため、一晩中ドアの外で立哨したことも。
第2期では巡査部長に昇進している（第2・4話）。痴漢容疑で勝俣を現行犯逮捕した様子を久利生に説明 し、飛田がマンホールを盗んだ現場を案内した。
通販番組のナレーション（第1期）
声 - 矢沢亮介、阪井あかね
久利生や「St.George's Tavern」のバーテンダーが良く見ている通販番組の吹き替えナレーター。
ロッキー（第2期）
演 - ウォルター・アントニー（最終話）
久利生や「St.George's Tavern」のマスターがよく見ている通販番組「Rocky's Online Shop」の司会者。六本木のクラブでの器物損壊の被疑者として久利生の取り調べを受けた。

### ゲスト

#### 第1期（2001年）

##### 第1話
岬 健介
演 - 清水章吾
収賄容疑で逮捕された民自党衆議院議員。逮捕後には家族と一緒だったとアリバイを主張する。
田村 寮平
演 - 酒井敏也
下着泥棒の容疑で送検されてきたアニメオタク。性犯罪の前科はあるものの、警察が押収した下着はブルセラショップで買ったもので、犯人が乗り捨てた自転車も、盗まれた（被害届は出していない）と主張。メカに弱く、ビデオの留守録ができないとも主張する。
ミラクル美少女・ジャスミン
声 - 雪乃五月
田村が毎朝8時から録画しているアニメの主人公。
ミラクル美少女ジャスミンのナレーション
声 - 一条和矢
上記のアニメのナレーション。
緊急速報ニュースキャスター
演 - たかとりじゅん
現場リポーター
演 - 小手伸也

##### 第2話
坂ノ上 幹二
演 - 神山繁
送検されてきた被疑者高井戸謙介の父に雇われた大物弁護士。日弁連の副理事で鍋島次席の同輩。牛丸部長に事件を正当防衛で決着させるように圧力をかける。
高井戸 謙介
演 - 大柴邦彦
暴行致死で送検されてきた被疑者。父親は民自党代議士。終始黙秘を続ける。
今村 真澄
演 - 中越典子
高井戸謙介の遊び仲間。
宮 五郎
演 - 速水亮
久利生と法廷で対決した弁護士。

##### 第3話
島野 紗江子
演 - 森口瑤子
宮川雅史にナイフで切りつけられた被害者。料理研究家で「男性の為の料理教室」を主催している。当初は被害者として事情聴取されるが、過去に何度か結婚詐欺で告訴されていたことが判明。
宮川 雅史
演 - 宮迫博之
島野紗江子をナイフで切りつけ、傷害容疑で送検されてきた男。本籍地は北海道。
鴨井 修治
演 - 福本伸一
島野紗江子に150万円騙し取られたと被害届（後に告訴取り下げ）を出した男。
淵野辺 卓
演 - 朝倉伸二
島野紗江子に200万円騙し取られたと被害届（後に告訴取り下げ）を出した男。

##### 第4話
壇原 段
演 - 宇梶剛士
城西署強行犯係長・警部補（第1期）→城西署刑事課長・警部（劇場版Ⅱ）ストーカー殺人事件を担当した刑事。自身が高卒であることから、一流大卒の検察官たちに対抗意識を燃やすものの、同じ事件を追っていく中で久利生と和解。久利生に負けず劣らず通販好き。劇場版第2作にも登場する。
百瀬
演 - 菊池均也
城西署強行犯 刑事。
漆山 保
演 - 梶原善
無銭飲食で送検されてきた被疑者。彼が無銭飲食した焼肉店はストーカー殺人事件の犯行現場のすぐ近くで、犯行日時も同じ。最後に注文したデザートを食べておらず、料金は払うつもりでいたと無罪を主張するが、当日の所持金は飲食代には足りていない。
小山田 秀二
演 - 北山雅康
ストーカー殺人容疑で城西署に逮捕され、病院から逃走した男。その後、久利生たちの捜査で真犯人が逮捕される。
小山田 美奈子
演 - 森下涼子
秀二の姉。過熱するマスコミ報道に耐え切れず、ガスによる自殺を図るも、久利生たちに助けられる。
九条 弘之
演 - 森下哲夫
一部上場企業のみを顧客とする大手法律事務所 K&S の所長。欠員の補充として、芝山に移籍を持ちかける。

##### 第5話
川原 朝美
演 - 桜井幸子
矢口徹の愛人。傷害事件の目撃者として、矢口に不利な証言を行う。事件後、実家のある千葉県御宿町に戻り、家業のホテルを手伝っている。
矢口 徹
演 - 小原雅人
妻に対する傷害容疑で送検されてきた男。川原朝美の証言に困惑する。ブランド物を好む。
川原 敏江
演 - 芦沢孝子
朝美の母。
バスの中の女子高生
演 - 加賀野泉、磯山さやか

##### 第6話
太田川 晋平
演 - 升毅
殺人容疑で送検されてくる金貸しの男。事件当日のアリバイを主張し、久利生の取調べにも飄々とした態度で応じる。
真壁 哲也
演 - 村井克行
いつものバーで久利生が仲良くなった2人組のサラリーマンの1人。雨宮を「Hungry Heart」に連れて行き、雨宮が「パクられる」原因となる。
市川 英二
演 - 西ノ園達大
いつものバーで久利生が仲良くなった2人組のサラリーマンの1人。
保田 善之
演 - 山田明郷
警官殺しの容疑者として最初に警察に自首した被疑者。柔道4段。太田川から借金をしている。
奥沢 恵美
演 - 氏家恵
厚岸産生ガキを万引きした犯人。江上に「不起訴にしろ」と要求し、まったく反省の態度を見せなかったため、最終的には起訴となる。去り際には開き直り、江上を「税金泥棒!」と罵った。
薮原
演 - 光石研
賭博容疑で「Hungry Heart」の強制捜査を指揮した刑事。実はこの時の強制捜査は、賭博以外に「ある犯罪」の捜査を目的としていた。雨宮が執拗に探す「落し物」が何なのかと怪しむ。

##### 第7話
正木 晋太郎
演 - 金田明夫
城北支部より城西支部へ異動してきたベテラン事務官（末次曰く「事務官の鑑」）。過去の出来事から「事務官は裏方」「事務官は検事に尽くして終わり」「事務官には夢がない」と割り切って仕事をしている。密かに、事務官を辞職して原宿の裏通りにクレープ屋を開業する計画を立てている。
綿貫 耕一郎
演 - 寺田農
電車内での痴漢容疑で送検されてきた帝都貿易専務。容疑を一貫して否認する。毎朝専属の運転手に送迎されて出社しているため、早朝会議には1度も遅刻したことがないという。
神林 琢磨
演 - 石丸謙二郎
帝都貿易の顧問弁護士。どうにかして告訴を取り下げさせようと、被害者の知られたくない過去を持ち出してくる。綿貫をかばい過ぎて、犯人隠避罪で弁護士会に通報されそうになる。
朝倉 智美
演 - 松永玲子
電車内で痴漢にあった綿貫の会社の女性社員。婚約者に応援され、この痴漢事件を闘おうとするものの、彼女には婚約者に知られたくない過去があった。
松原 重彦
演 - ト字たかお
3年前から専属となった綿貫の運転手。毎日業務日誌を正確に記録するほど真面目で、自身の仕事に誇りを持っている（口癖は「仕事ですので」）。当初から痴漢事件について一切語ろうとしない。
萩原 貴美子
演 - 宮田早苗
綿貫の専属秘書。非常にクールな性格（雨宮曰く「自分の考えを捨てちゃった感じ」）。勤務中は黒い手帳を持ち歩いている。当初から痴漢事件について一切語ろうとしない。
吉池 光夫
演 - 須永慶
寒いギャグを飛ばす参事官。
赤塚 祐一
演 - 佐藤隆太
検事室での取調べ中に感情的になって芝山に殴りかかったところ、横からとっさに飛び出してきた遠藤を殴ってしまう。

##### 第8話
巽 江里子
演 - 飯島直子
弁護士。久利生とは司法修習同期。もともとは検事志望であったが、久利生も検事志望であったため弁護士となる。マスコミが興味を示す裁判はどんな手を使ってでも勝ちにいく、売れっ子弁護士。医療過誤を巡り久利生と法廷で争う。久利生とは過去に恋人同士であったかのような描写がされているが、結局、最後まで本編の中でそれが明かされることはなかった。久利生を「公平」と名前で呼ぶ唯一の人物。
特別編では、久利生に頼まれ、東京へ捜査へ向かったりり子の案内役を任される。久利生と雨宮のその後を気にしている。
田所
演 - 田山涼成
「田所総合病院」理事長。本間医師による手術ミスを隠蔽するため、巽江里子に弁護を依頼する。
笹本
演 - 津村鷹志
「田所総合病院」院長。
真山 淳子
演 - 木内晶子
「田所総合病院」元准看護師。ミスが疑われる手術の直後に田所病院を辞め、別の病院に勤務しながら正看護師を目指している。
本間 芳樹
演 - 斎藤歩
「田所総合病院」医師。医療過誤による業務上過失致死容疑で送検されてくる。警察では手術ミスを認める供述をしたが、久利生の聴取に対しては一転、無実を主張し始める。
真山 初江
演 - 大塚良重
淳子の母。小さな喫茶店を経営しているが、経営はうまくいっておらず、多額の借金がある。
片山 恭子
演 - 西牟田恵
「田所総合病院」で外科手術を受けた後、容態が急変して死亡した片山高道の妻。
入院患者
演 - 谷津勲
入院患者。足が悪い。
レストランのウェイトレス
演 - 宇多田ヒカル（友情出演）

##### 第9話
高梨 輝一郎
演 - 高橋克実
城西署生活安全課刑事。城西支部襲撃事件を担当する。直接の被害者である検事や事務官の「要領を得ない証言」や「反抗的な態度」により、捜査は難航する。
遠野 かおる〈27〉
演 - りょう
業務上横領の罪で有罪判決を受け、現在執行猶予中の女。
市村 秋介〈33〉
演 - 相島一之
フリーター。城西支部襲撃事件の犯人。街中にスプレーで落書きもしていた。

##### 第10話
榎本 由起
演 - 羽田美智子
ニュース番組「NEWS FIVE」のキャスター。美人な上、辛辣なコメントで人気を博す。帰宅途中に何者かに襲われ、犯人はかつて自分が不法投棄の取材をした際に現場を放映された古田だと主張する。古田を不起訴にした久利生や検察をマスコミを使って批判するが、二回目に襲われた時に古田ではないことに気づく。発言を撤回しようとするも、矢口からの圧力で阻止されてしまい、結果として古田は自殺してしまう。最後は久利生の説得で自責の念から、番組を降板する。
矢口
演 - 梅沢富美男
城西署刑事。不起訴となって釈放された古田が犯人ではないと気づいた後も、警察の面子を保つ為に古田を追いつめ、自殺に追い込んでしまう。更に事件の被害者である榎本に対しても圧力を掛け、口止めを図る。更には久利生の過去の逮捕歴をマスコミにリークしてしまう。最後は古田を自殺に追い込んだとして久利生から叱責され、事務所の一同からの説得もあって暴行事件の再捜査を約束した。
石本
演 - 阿南健治
城西署刑事。矢口とペアで行動。古田が真犯人ではないと気が付いたものの、矢口に黙っているよう指示され従う。
古田 晋一
演 - 高橋一生
キャスター榎本由起暴行事件の容疑者。気が弱く、警察の取調べでは容疑を認めてしまったが、久利生の取調べでは意を決して否認する。不起訴で釈放されたものの、再び起きた榎本由起への暴行事件の犯人として警察に追われ、ついには投身自殺を図る。
星野
演 - 並樹史朗
ニュース番組「NEWS FIVE」キャスター。
坂本 浩司
演 - 河野洋一郎
検察審査会事務局長。

##### 最終話
咲坂 良太
演 - 今野雅人
今回の事件で桐山に殺害された被害者の息子。久利生になついて城西支部を訪れるものの、他の検事・事務官が気にしていることや苛立つ言動しかしないひねくれ少年。親切な言動を行っても、「子ども扱いすんな!」と反抗する。検事と刑事を混同しており、久利生を「刑事さん」と呼ぶが、その度に久利生から「検事!」と突っ込まれる。
庄野 怜治
演 - 小木茂光
東京地検特捜部の検事。城島検事とともに城西支部を訪れ、殺人事件で久利生の取り調べを受けていた桐山を、別の容疑で聴取し始める。
城島 和生
演 - 篠井英介
東京地検特捜部の検事。芝山検事の学生時代の友人。意識的なのか無意識的なのか、特捜部に所属する自分の自慢話が目立つ。嘘をつくときに特徴的な癖がある。
諸星 敬介
演 - 三浦友和
民自党参議院議員。民自党のニューリーダーと目される若手有力議員。
森脇 加奈子
演 - 戸田恵子
諸星敬介の秘書。資格多数保有。
石坂 晴男
演 - 白井晃
久利生の石垣支部異動後、城西支部に来た検事。
桐山 茂
演 - 浅野和之
咲坂良太の父を殺害したタケマ建設の総務部長。しかし総務部長としての勤務実態はなく、被害者の咲坂との接点も無く、取り調べには終始黙秘を続ける。
高城
演 - 中丸新将
東京高検人事課長（第1期）→最高検監察指導部長（劇場版Ⅱ）久利生の処分を鍋島、牛丸両検事に伝えた。
劇場版llでは最高検監察指導部長として川尻部長の事情聴取を行うが検察の正義について返り討ちに遭う。
橋本
演 - 久保晶
かつて咲坂が働いていた鉄工場の社長。
喫茶「あめんぼ」のマスター
演 - 遠山俊也
殺人事件のあった競技場近くの喫茶店マスター。当日、貴賓席にコーヒーの出前を届ける。
咲坂良太の叔父
演 - 小林隆
米屋「さきさか米店」を営む。3人の子供がいる。
咲坂 勇次
演 - 温水洋一（写真のみの出演）
今回の事件の被害者。故人。良太の父。警備員になる前から職を転々としており、いい加減でルーズな性格から何処でも同僚の評判は良くない。ただ恨みを買うほどの人付き合いも無かった。
演じた温水洋一は後に第2期第4話にてゲスト出演している。

#### 特別編（2006年）
第1期のレギュラーであった雨宮舞子、中村美鈴、芝山貢、江上達夫、末次隆之、遠藤賢司、牛丸豊、鍋島利光も終盤に登場する。
2015年の映画『HERO』にあわせた特別版では、特別編のその後（映画と同時期）が描かれ、村上健太郎と遠藤賢司、さらに田村美由紀（近藤春菜（ハリセンボン））が顔をあわせるシーンが存在する。
津軽 保
演 - 堤真一
山口地検虹ヶ浦支部での久利生の担当事務官（久利生が赴任以前は、りり子の担当事務官）。仕事は正確にこなすが、無気力で無愛想なため、周囲からは「変わり者」と噂されている。独身で母と2人暮らし。
滝田送検後は久利生に振り回され、ようやく感情を露わにして「時間を有効に使うように」「遊びに付き合っている暇はない」と意見するも、結局行動を共にしていくことになる。遺体を見るのは苦手。
毎日同じ服装であるにもかかわらず清潔感が漂うため、久利生から不審に思われるが、真相は「同じスーツを5枚ぐらい持っているから」らしい。
実は釣りをするらしい。
泉谷 りり子
演 - 綾瀬はるか
東京へ強い憧れを持っている新米検事。子供の頃は悪を倒すヒロインものが大好きで、正義感も強かったため検事の道へ。東京での仕事経験のある久利生に興味を抱き、尊敬の眼差しを向けている（当初久利生のラフな服装を見て、憧れの強さ故に「クール・ビズ」とズレた解釈をしている程）。
田舎での仕事を嫌っており「東京でカッコよく仕事をしたい」と思っていたが、久利生から「問題は自分ではないのか」と諭され、自らの考え方を見つめ直していく。
被害者の三ノ宮の動向を追った際に初めて東京へ行き、巽江里子と出会ったときには「ヒルズ族」と言った。
久利生からは「根性と向上心はある」と評価されているが、かなりの天然娘。
村上 健太郎
演 - 鈴木浩介
りり子の担当事務官。饒舌で皮肉屋。おもにりり子のツッコミ役で「小娘」と呼んでいる。当初は東京からやって来た久利生に対して皮肉ばかり言って馬鹿にしていたが、彼に関わっていくうちに事務官としての誇りを取り戻していく。
虹ヶ浦支部総出で滝田の証言を裏付ける証拠品探しをしている最中には海に数回落ちた。
小森 拓郎
演 - ベンガル
山口地検虹ヶ浦支部長担当事務官。良くも悪くもマイペースな平和主義者。
滝田送検後は、どこの店にデリバリーを注文しても「虹ヶ浦支部」の名前を出した途端に断られしまうため、かなり落ち込んでしまう。
「娘とは口を聞いてもらえない」らしい。
寺本 篤史
演 - 鈴木拓（ドランクドラゴン）
警官。遺体の発見者。久利生にニワトリを2羽同時に掴む方法を教えた。
嶋村 めぐみ
演 - 根岸季衣
養鶏場を営む女性。鶏冠で鶏の見分けがつく。鶏泥棒に鶏を2羽盗まれたと主張。
大藪 正博
演 - 石橋蓮司
地元選出の代議士・花岡練三郎の秘書。
矢島
演 - 六平直政
山口県警虹ヶ浦署刑事課強行犯係の刑事。久利生逮捕の際に陣頭指揮を執っていた。
梅沢
演 - 村松利史
虹ヶ浦支部の面々行きつけの居酒屋の店主。虹ヶ浦支部の面々にも好意的に接していたが滝田送検後は一変して敵意を表すようになる。
鴨井 正樹
演 - 利重剛
先代社長・修治の息子。現鴨井産業の社長。先代社長や専務の滝田とは違って苦労知らずのお坊ちゃんな為、色々とガードが甘いところがあり、不倫までしている。
鴨井 修治
演 - 山浦栄
正樹の父。地元住民から慕われており、海の埋め立て事業を勧めていた花岡練三郎とは不仲だった。5年前に死去。
秋月 伶子
演 - 吉野公佳
鴨井産業社長の不倫相手。
三ノ宮 隆史
演 - 坂田聡
殺人事件の被害者。職業はフリーター。警備員のアルバイトなどもしているが、「緑川祐司」名義で週刊誌などのフリーライターとして活動している。
辻
演 - 大高洋夫
三ノ宮が持っていた緑川の名刺に記されていた雑誌「実話パラダイス」の編集者。緑川の消息を求めて東京に捜査にきたりり子に、三ノ宮と緑川が同一人物だと教える。
水野
演 - 佐藤二朗
鶏泥棒の常連として度々送検されている模様。鶏を2羽ではなく1羽しか盗んでいないと主張する。
村上の母
演 - 小貫加恵
滝田送検後、劇中番組に登場。
西山 吾一
演 - 塩見三省
山口地検虹ヶ浦支部長。虹ヶ浦支部の責任者。以前は福岡地検にいた。小森と同じく平和主義者で、物事が穏便に済むようにと願ってやまない。
出勤初日に久利生の服装を見たときには「着替えてこい」と言い、滝田送検後は久利生に振り回されて「久利生の奴」と文句を言っていた。
実は「家族は彼に冷たく当たる」らしい。
古越 ひろ子
演 - 手塚理美
釣り宿の女将。滝田とは小学校からの同級生。
滝田送検後、地元住民から嫌われている検察に対して唯一愛想が良いため、津軽からは「何か隠している」と疑われた。
滝田 明彦
演 - 中井貴一
鴨井産業の専務。1962年4月5日生まれ。妻を10年前に癌で亡くしている。母子家庭に育ち、交通事故に遭い働けなくなった母親を雇ってくれた鴨井産業先代社長に恩義を感じ、鴨井産業に忠誠を尽くすようになる。非常に謙虚な性格で、虹ヶ浦の住人から多大な人望を集める人格者。まだ社長になって日が浅い現社長のサポートに撤しながら社長の甘い考えを戒めたりもする。作中で起きた三ノ宮殺人事件の容疑者として送検される。
通販番組のナレーション
声 - 佐藤アサト・山岸功・茂呂田かおる
通販番組の吹き替えナレーター。

#### 第2期（2014年）

##### 第1話
大西 祐二
演 - 森山直太朗
広島県出身。居酒屋で傷害事件を起こし逮捕される。担当検事の久利生の取り調べに対して傷害事件の原因は「ビール一杯で酔っていたので覚えていない」と答え、さらに「酒は弱いけど、居酒屋の雰囲気が好き」といった理解に苦しむ返答をするがその矢先、15年前に発生した宝石強盗致傷事件の現場に残された凶器から検出された指紋が大西の指紋と一致する。しかし、指紋以外に証拠が無いのをいいことに容疑を否認し、慎重な久利生が起訴に踏み切らないことに業を煮やした川尻から担当を任せられた田村にも「何かあったら、あんたを名指しで訴える」と言いだすなど、検事たちを翻弄する。
堀
演 - 今井朋彦
居酒屋「咲太郎」桜町店長。部下思いで、坂下に怪我をさせた大西を速やかに起訴しないのか久利生に問いただした。
坂下 康明
演 - 田鍋謙一郎
広島県出身。居酒屋「咲太郎」桜町店店員。大西から怪我を負わされた被害者。大西の件については「何で怒ったのかわからないけど、怒らせるような真似をした自分が悪い」と主張し、大西を加害者として訴える気は無いと久利生に主張する。
佃
演 - 螢雪次朗
宝石強盗致傷事件を担当する刑事。
新堂
演 - 中田有紀
宝石強盗致傷事件を報じるニュースキャスター。

##### 第2話
桜井 丈太郎
演 - 谷原章介
企業法務を専門とする加害者・勝俣側の弁護士。上等の背広に身を包み、理論武装して冷静に相手を論破する、何から何まで久利生とは正反対なタイプの男。
赤間 義郎
演 - 渡辺哲
勝俣の取調中に自供を強要し恫喝した担当刑事。久利生検事や馬場検事の依頼で捜査をするが不満が溢れ川尻部長に苦情を出すが、検察を暇呼ばわりして怒鳴られる。
宮原 祥子
演 - 大谷英子
背後から襲ってきた勝俣を護身用で習っているキックボクシングで撃退する。咄嗟の判断で難を逃れるも襲われた恐怖から日常生活にも支障をきたし、職場への通勤や習い事の外出が難しくなり、また手の震えなどでよく物を落としてしまう。
東 武生
演 - 金井勇太
18件の余罪を素直に認める痴漢常習犯。逮捕後は「出家します」と言うなど反省した様子を見せているが、犯行を捉えた防犯カメラの映像の中では、好みのタイプの女性を見るや我を忘れて犯行に及んでしまうという、我慢や自制心に欠けた部分が見受けられた。
勝俣 大毅
演 - 岩瀬亮
今回の事件が初犯の資産家の息子。街灯のない場所で宮原を背後から襲い強制わいせつ罪で現行犯逮捕された。
小木 春美
演 - 建みさと
騙しやすい男性は何かしらのコンプレックスを抱え、見た目で判断できると話す結婚詐欺師の女性。
岡本 信二
演 - 坂田鉄平
野球賭博で逮捕された元甲子園球児。
愛
演 - 菊地美香
かほり
演 - 石原あつ美
里穂
演 - 葵
上記3名は東に襲われた被害者の女性だと犯人の自白などで判断されたが、当人たちは東に襲われたかはわからないと証言する。

##### 第3話
長谷川 誠一
演 - 前田吟
息子の洋介が面識のない男性と路上で口論になり殺害されてしまう。その後、被疑者の佐伯が病死により不起訴になったことで事件の究明を求め城西支部を訪れる。
川邊 涼子
演 - 西原亜希
客室乗務員。売人から購入した覚せい剤を所持、使用した罪で逮捕される。
加賀谷 勇雄
演 - 半海一晃
長谷川洋介が殺害された事件の担当刑事。
佐伯 亘
演 - 山崎画大
長谷川洋介を殺害した罪で検事から取調べを受けていたが、事件概要が全て明かされることなく起訴される前に留置場で病死する。
川邊 芳樹
演 - 真田幹也
涼子の兄。
長谷川 愛里
演 - 須田琥珀
洋介の娘。
長谷川 亜紀
演 - 水津亜子
洋介の妻。
鴨頭 真理子
演 - 駒木宏美
涼子の同僚。

##### 第4話
土井垣 次郎
演 - 西村和彦
関西、関東広域に置いて健康器具詐欺を働いた被疑者。
小金沢 克雄
演 - 温水洋一
京都地検の事務官。中村の担当事務官。末次同様、中村に好意を寄せている。
演じた温水洋一は第1期最終話にもゲスト出演している。
飛田 丞治
演 - 阿部亮平
マンホール窃盗の被疑者。麻木とは同じ不良グループの仲間だった。警察に逮捕されてから日数が経過していない段階で情状酌量を求める嘆願書が62枚も城西支部に送付されていた。
佳那子
演 - 丸高愛実
クラブホステス。麻木とは旧知の仲であり、過去に飛田と同じ不良グループに所属していたが彼と面識はなく、今回の嘆願書も詳しい事件事由を知らない状況で名前を記入していた。
倉石 健吾
演 - 徳秀樹
アクセサリー雑貨の露天商。仲間として信頼する飛田の無実を信じ、率先して他の仲間と協力し嘆願書を作成する。捜査を妨害するためにかつての仲間である麻木を襲撃しようとしたが、久利生が間に入ったため未遂に終わった。

##### 第5話
今村
演 - 森田順平
ヤメ検のN&I法律事務所弁護士。検事時代に同期だった川尻を自身が代表を務める弁護士事務所に誘う。
小茂田 繁樹
演 - 矢崎広
警察の取調べでは置引きの犯行を全面的に自供していたが、検察の取調べ中に態度を一変させ犯行を否認する。
斉藤 レイナ〈10〉
演 - 桜田ひより
犯行現場近くで小茂田を目撃していたが、犯人と鉢合わせをした恐怖から終始怯えていた。
山田 賢三
演 - 中村まこと
新塚建設社長。山田が施行した大江戸カントリーゴルフのつり橋が崩落した事故でキャディが怪我を負い、業務上過失致傷罪に問われる。
斉藤 多香子
演 - 中込佐知子
レイナの母。
貴島 航太〈7〉
演 - 山﨑光
置引き事件の目撃証人。
貴島 直美
演 - 枝元萌
航太の母。
みく〈5〉
演 - 新井美羽
置引き事件の目撃証人。

##### 第6話
首藤 礼二
演 - 石黒賢
早田稔殺人未遂事件を担当する特捜部検事。
神田川
演 - 渋川清彦
首藤の担当事務官。
大木
演 - 春海四方
殺人未遂事件の担当刑事。
早田 稔
演 - 髙橋洋
神崎重郎代議士の私設秘書。ある男性に重傷を負わされ、逃げ込んだダイニングバー「MAHI MAHI」のトイレで倒れているところを発見される。
東山 三郎
演 - 吉家章人
井上
演 - 木下政治
上記2名は首藤と共に事件を捜査する特捜部関係者。
加瀬 美波
演 - 川面千晶
真衣
演 - 田辺岬
上記2名はダイニングバー「MAHI MAHI」で行なわれた合コン参加者。

##### 第7話
梶原 洋人
演 - 戸次重幸
行列割込み傷害事件被疑者側の弁護士として、同事件の担当検事で元妻の礼子と久し振りに再会する。
綾野 さくら
演 - 中村ゆり
城山の彼女。交際者からの暴行事件以来実家がある熱海に帰る。暴行で受けた怪我は階段からの転落で負ったものだと城山を庇う証言をしている。
城山 圭吾
演 - 竹財輝之助
同棲している彼女の綾野に別れ話を切り出されたことで逆上し、暴行を働いてしまう。
綾野 美子
演 - 岡まゆみ
綾野の母。常習的に暴行を働く城山は最低な男だと罵り、再三に渡って彼と別れるよう娘に忠告をしていた。
青木 真佑子
演 - 鳥羽まなみ
横領事件で逮捕された福岡市博多区出身の被疑者。

##### 第8話
権藤 明
演 - 池内博之
川藤組構成員。帯木会幹部の川原崎を射殺したと自ら警察に出頭する。
小此木 誠
演 - 鶴見辰吾
川藤組顧問弁護士。川原崎射殺事件の加害者側担当弁護人。宇野の司法修習生時代の教官だった。
関
演 - マキタスポーツ
川原崎射殺事件の担当刑事。
蒲田
演 - 工藤俊作
川藤組幹部。組の命で権藤を起訴しない久利生に脅しをかける。
羽毛田 次郎
演 - 野添義弘
魚屋店主。事件当時被害者が射殺された銃声を聞き、犯人らしき男が車に乗り込むところを目撃したと証言する。苗字の読みは「はけた」だが、麻木が「はげた」と読み間違えてしまい、激怒した。
佐古田 稔
演 - 須永慶
関の上司。城西署組織犯罪対策課長。
演じた須永は第1期第7話にもゲスト出演している。
-
演 - 高野漁
川藤組構成員。
ニュースキャスター
演 - 佐野瑞樹（フジテレビアナウンサー）
劇中のニュース番組に出演しているキャスター。
声のみの出演。

##### 第9話
椎名 大介
演 - 丸山智己
応徳大学OBで自称アパレルメーカー社長。恐喝罪の逮捕歴がある。
カルロス玉恵
演 - 片桐はいり
坂本スタミナ食堂店主。夫はブラジル人で、彼女自身は気分次第で普通の日本語とポルトガル語訛りのカタコト日本語を話す。応徳大学仲良し5人組と椎名は常連客。
新井 勇弥
演 - 渋谷謙人
応徳大学法学部2回生。新井以下4名は湯上川公園大学生傷害致死事件の被疑者。吉田を含めた同大学の仲間5人でフットサルのチームを組む。吉田を複数で暴行した後に仲間の1人が彼を鈍器で殴り、殺害したという嫌疑がかけられている。
竹中 誠
演 - タモト清嵐
応徳大学文学部2回生。
石川 健吾
演 - 渡辺大知
応徳大学医学部2回生。
阿部 勝士
演 - 白洲迅
応徳大学経済学部2回生。
吉田 恒春
演 - 黒木辰哉
応徳大学文学部2回生。湯上川公園大学生傷害致死事件の被害者。頭蓋骨が陥没するまで鈍器のような物で殴られ殺害される。

##### 第10話
国分 秀雄
演 - 井上順（最終話にも出演）
東京地検刑事部元検事。収賄事件の当事者とされる橋場・額田と同じ中学校の出身者。1999年10月20日に起きた府中市62歳男性致傷事件を検事時代に担当している。
松平 一臣
演 - 羽場裕一（最終話にも出演）
松平法律事務所所長。南雲側の担当弁護人。
南雲 尊之
演 - 加藤虎ノ介（最終話にも出演）
銀座で画廊を経営。著名な日本画家・南雲泰山の息子だが、本人曰く「親父も兄貴もみんな俺を恐れている」と語っており、家族仲は微妙である。路上で滝翔太を刺殺した被疑者として送検されるが、田村からの取調べに対して一貫し黙秘を貫いている。滝殺害のほか、府中市62歳男性致傷事件などを含め過去6件の通り魔事件に関与している疑いが浮上する。
津金沢 健吾
演 - 佐戸井けん太（最終話にも出演）
東京地検特捜部長。
押坂 陽一郎
演 - 手塚とおる（最終話にも出演）
東京地検特捜部副部長。
桂川 隆史
演 - 矢柴俊博
ヌカダ建設総務部社員。総務部長が政治家の橋場側へ金銭を渡した日に運転手を担当していたとされるが、その日は休暇を取っていたと調書とは異なる証言をする。
加藤 綾子
演 - 本人（当時フジテレビアナウンサー）
山﨑 夕貴
演 - 本人（フジテレビアナウンサー）
上記2名は「St.George's Tavern」の客。

#### その他
-
演 - 里一磨（スタチュー、銅像のパフォーマンスをする大道芸人・桂川の供述を裏付ける証言を行う）
検察庁受付
演 - 杉浦琴乃

##### 最終話
滝 光恵
演 - 朝加真由美
翔太の母。息子を南雲に殺害された被害者遺族。
八木
演 - 小市慢太郎
新聞記者。検察嫌いを自称し、担当する連載記事「徹底取材!法の闇に挑む」で城西支部を糾弾する。愛車は初代トヨペット・コロナマークII（T60型）。
三島 直也
演 - 石井正則
ヌカダ建設社長室長。
若泉 理紗
演 - 朝倉えりか
及川 圭史
演 - 隈部洋平
上記2名は松平法律事務所所属の弁護士。
垣内 愛美
演 - 藤井祥子
徳倉
演 - 川嶋秀明
平野
演 - 橘家二三蔵
中本 信宏
演 - 西原信裕
裁判員
演 - 高柳葉子
裁判員
演 - 及川莉乃
上記6名は滝翔太刺殺事件に於ける刑事裁判の裁判員。
小笠原
演 - 大野泰広
八木の同僚記者。
滝 翔太
演 - 玉置玲央
南雲と口論になり刺殺された被害者。
- その他 - 宮根誠司[注 34]（情報番組のニュースキャスター）、市川勇（裁判長）

## スタッフ

### 第1期（スタッフ）
- 脚本 - 大竹研（1）、福田靖（2 - 7・9・11）、秦建日子（5）、田辺満（8・10）
- 音楽 - 服部隆之
- 演出 - 鈴木雅之（1・2・4・7・9・11）、平野眞（3・5）、澤田鎌作（6・10）、加門幾生（8）
- 主題歌 - 宇多田ヒカル「Can You Keep A Secret?」（レギュラーシリーズのみ使用）
ドラマのために書き下ろされた楽曲ではないが、企画書を読んだ宇多田が歌詞の一部を書き直しているという。
- サウンドトラック - 服部隆之『HERO オリジナル・サウンドトラック』
- 演出補 - 加門幾生（1 - 6・9・10）、長瀬国博（7 - 11）、本間美由紀、洞功二、金成国
- 企画協力 - 樹林伸
- スケジュール - 梅沢利之
- 制作担当 - 青木啓二
- 制作主任 - 堺光範、中保眞典、松本幹之、稲葉裕紀、信平隆行、難波杏里
- 制作デスク - 市場美枝
- 記録 - 戸国歩（1・2・4・7・9・11）、河野ひでみ（3・5・8・11）、山田佳子（6・10・11）
- 編成 - 長部聡介
- 広報 - 大貫伊都子
- 技術プロデューサー - 佐々木俊幸
- TD/撮影 - 増井初明
- 撮影 - 大石弘宜
- スタジオカメラ - 篠田忠史、浅野仙夫、船橋正成、磯貝喜作
- CA - 岩瀬寛
- 照明 - 田頭祐介
- 照明助手 - 保坂裕之、堀越路博、海老原靖人、堀川由美、荒川光代
- 音声 - 島田隆雄
- 音声助手 - 渡部満裕、池谷鉄兵
- 映像 - 桜庭武志
- 録画 - 今村信男
- 編集 - 田口拓也
- 編集助手 - 浅沼美奈子
- ライン編集 - 大方泉
- ライン編集助手 - 杉山英希
- 選曲 - 藤村義孝
- 音響効果 - 泉清二
- MA - 古跡奈歩
- 技術プロデュース補 - 友部節子
- 技術デスク - 長谷川美和
- スタジオ営業担当 - 中村彰
- CG - 西村了
- CG編集 - 青山洋詠（5）
- 美術プロデューサー - 柴田慎一郎
- デザイン - 荒川淳彦
- 美術進行 - 森田誠之
- 大道具製作 - 吉野宏昭
- 大道具操作 - 竹田勝美
- 建具 - 阿久津正己
- 装飾 - 田原真二、福留克年
- 持道具 - 岩本美徳
- 衣裳 - 片岡英樹、宇高さおり
- スタイリスト - 堀井香苗、塚田亜矢子、税田裕子、棚橋公子、岡島千景、城寶昭子、ICHIKO、坂本久仁子
- メイク - 内野晶子、岡やす子、西巻千代江
- 視覚効果 - 高橋信一
- 電飾 - 井野岡利保
- アクリル装飾 - 青木順一
- 生花装飾 - 相原るみ子
- 植木装飾 - 原利安
- タイトル - 山形憲一
- 撮影協力 - 逗子マリーナ(1)、石原ダンスクラブ(1)、佐川航空(1)、井上商事(1)、センチュリーハイアット東京(1)(4)(7)(11)、住友ケミカル(1)、ジューアイ・イーシー(1)、ユージー・グローイングクラブ(1)、ブッツトリックバー東京(1)、都市基盤整備公団東京支社(2)、ミツトモインターナショナル(2)、JTRIP BAR西麻布(2)、カフェ・デ・プレ広尾(2)、京菓匠鶴屋吉信(2)、SUN FIELD TENNIS CLUB(2)、井上商事(2)、京王電鉄(2)、お茶の水スクエア(2)、三菱地所(3) - (11)、リストランテ マキャベリ(3)、たちばな(3)、壷中庵(3)(7)、八芳園(3)(7)、リバージュ品川ビル(3)、長島梱包(3)(4)、八王子中央病院(4)、Pentel(4)、割烹藤味(4)、安楽亭(4)、御宿いしい荘(5)、ホテルカルチャークラブ(5)、千葉県御宿町(5)、LOGOS(6)、東京流通センター(6)、日の出みりん(6)、FUJITSU(7)、ホテルセンチュリーサザンタワー(7)(11)、東京逓信病院(8)、霞が関東京會舘クリスタル(8)、明治生命(8)、セガ(9)、InSpiRAL(9)、ユニエックス(9)、横浜情報文化センター(9)、TRC東京流通センター(9)、FORUM8(9)、横浜ビジネスパーク(9)、国土交通省京浜工事事務所(10)、東邦港運・ベルタワー(10)、日本住建商事(10)、関西ペイント(10)、財団法人東京港埠頭公社(11)、ビッグタイムリゾート伊計島(11)、澤○○商店(11)、喫茶あめんぼ(11)、東京イースト(11)、埼玉県浦和市(11)、浦和市駒場スタジアム(11)
- プロデュース - 石原隆、和田行
- 協力プロデュース - 東海林秀文
- プロデュース補 - 榊原妙子、牧野正
- 制作協力 - バスク、渋谷ビデオスタジオ
- 制作 - フジテレビ

### 特別編（スタッフ）
- 脚本 - 福田靖
- 音楽 - 服部隆之
- 演出 - 澤田鎌作
- 企画 - 石原隆、和田行
- プロデュース - 鈴木吉弘、牧野正
- 協力プロデュース - 菊地裕幸

### 第2期（スタッフ）
- 脚本 - 福田靖
- 音楽 - 服部隆之
- 演出 - 鈴木雅之（1・2・6・11）、平野眞（3・4・7・10）、金井紘（5・8）、森脇智延（9）
- 主題曲 - 服部隆之「『HERO』-Main Title-2014」（EMIミュージック・ジャパン）[24]
- 脚本協力 - 仁志光佑（5 - 11）
- 演出補 - 森脇智延、目黒由季乃
- タイトルバック・VFX - 山本雅之
- スタントコーディネーター - 釼持誠、坂手透浩
- フードコーディネーター - 住川啓子
- リーガルアドバイザー - 伊藤鉄男、平尾覚、森寿明、熊田彰英
- リサーチ - 今井紳介
- 警察監修 - 古谷謙一
- 企画 - 鈴木吉弘
- 企画協力 - 樹林伸
- 編成 - 加藤達也
- プロデュース - 渡辺恒也
- 協力プロデュース - 牧野正
- プロデュース補 - 羽鳥秋乃
- 制作著作 - フジテレビ

## エピソードリスト

### 第1期（エピソード）
- エピソードタイトルは新聞の番組欄のもので、映像では「第1話」などと表記される。

| 話数 | エピソードタイトル   | 初回放送日    | 脚本            | 演出     | 視聴率 |
| --- | -------------------- | ------------- | --------------- | -------- | ------ |
| 第1話 | 最悪の出会い         | 2001年1月8日  | 大竹研          | 鈴木雅之 | 33.4%  |
| 東京地検城西支部が密かに内偵を進めていた代議士の贈収賄事件が、佳境を迎えていた。午前8時、マスコミの注目を集める中、牛丸部長自ら中村検事・雨宮事務官を伴って収賄容疑で岬代議士を逮捕。同時刻、芝山・江上検事が事務官・警察を引き連れ、贈賄企業の強制捜査を行っていた。まさにその日、青森地検から一人の検事が城西支部に赴任した。周囲が収賄事件で盛り上がる中で、彼が担当したのは下着泥棒。事件に疑問を持った彼は独自に捜査をするが、彼の事務官を志願した雨宮は彼の経歴・姿勢に戸惑いを禁じえずにいた。 |                      |               |                 |          |        |
| 第2話 | 帰れないふたり       | 2001年1月15日 | 福田靖          | 鈴木雅之 | 32.7%  |
| 久利生の下に顔に殴られた痕跡のある被疑者が送られてきた。警察で「相手が殴りかかってきたので振り払ったら、階段から転落して死亡した」と供述した後は、一切の質問に黙秘を続ける。被疑者の父親の依頼で弁護に乗りだした大物弁護士、坂ノ上が正当防衛を主張するなか、久利生は被疑者の態度と事件の状況に違和感を覚えて捜査に乗り出す。捜査を続けていくにつれ、被疑者や証人（被疑者の友人達）の証言に不信感を募らせる久利生。だが担当事務官の雨宮は江上に誘われたK-1の観戦時間が迫り、牛丸部長は坂ノ上の圧力を受け、他の検事や事務官も久利生が担当する仕事を急遽分担することになり、誰もが久利生の捜査に苛立ちを隠せないでいた。そして何の手がかりも掴めない久利生は、最後に事件現場へと向う。 |                      |               |                 |          |        |
| 第3話 | 恋という名の犯罪     | 2001年1月22日 | 福田靖          | 平野眞   | 30.8%  |
| 江上と雨宮がいつものバーでいつものように噛み合わない会話をしていた時、突如背後で争いが起きる。別れ話のもつれから、男性が女性に食事用のナイフで切りかかったのである。翌日、その傷害事件の被疑者として宮川雅史が久利生の下に送検されてきた。そして被害者の証言に何か割り切れない物を感じた久利生は、捜査を開始する。徐々に明らかになる被害者の過去。異口同音に語られる巧妙な手口の数々。最も難しいとされる結婚詐欺の立件に二の足を踏む久利生に対し、「アーネスト・ホーストにビビッて、リングにも上がれない臆病者」と噛みつく雨宮。江上の手を離れたフランス大使館のパーティ招待状と共に、事件は意外な方向に進展していく。 |                      |               |                 |          |        |
| 第4話 | 彼に教わったこと     | 2001年1月29日 | 福田靖          | 鈴木雅之 | 30.7%  |
| 女子大生がストーカーに殺される事件が発生。担当の江上は雨宮を連れて被害者の司法解剖に立ち会い、怪我で入院している容疑者と面会する。そして凶器が発見されていない事や被疑者が病院に入院している事などから、警察の意向に逆らって逮捕を見合わせ、引き続き捜査続行を指示する。が、その夜、容疑者小山田は病院を脱走。江上は警察だけでなく、マスコミからも非難を浴びることになる。久利生の一言から真犯人の可能性を見出した城西支部の面々は、謹慎中の江上を救うため独自に捜査を開始。大手法律事務所から移籍話が舞い込んでいた芝山も、無銭飲食の事案を担当していた久利生も捜査に参加する。検察の独自捜査に反発を強める警察。慣れない捜査に四苦八苦する検事・事務官達。だが捜査の甲斐なく、小山田逮捕の一報が届く。誰もが諦める中、久利生は現場へと向かう。                                                                             |                      |               |                 |          |        |
| 第5話 | 二人きりの夜         | 2001年2月5日  | 秦建日子 福田靖 | 平野眞   | 34.9%  |
| 検察庁内で起きた不倫騒動が格好の話題となる中、不倫の果てに妻を傷つけた夫が傷害容疑で送検されてきた。しかし夫は「包丁振り回したのは女房なんです」と容疑を否認。そして愛人は、男の容疑を認める証言を行う。愛人の証言に引っかかる物を感じた久利生は、彼女の本心を知るため南房総へと向かう。不倫話の最中に勢いで不倫宣言してしまった雨宮は、捜査の為、久利生と共に被疑者の愛人の実家が経営するホテルに赴き、成り行きで久利生と同じ部屋に泊まることになる。そのころ城西支部では、不倫が現在進行形の芝山が、遠藤に検察庁で起きた不倫騒動の情報を集めさせていた。部下の不倫宣言に動揺する牛丸部長、雨宮の身を案じる江上、芝山の動きに不快感を隠せない美鈴、そして江上に振り回される末次、不倫情報を集める遠藤。様々な思いを背景に久利生と雨宮は一夜を共に過ごす。                                                                   |                      |               |                 |          |        |
| 第6話 | 彼女の一番大切なモノ | 2001年2月12日 | 福田靖          | 澤田鎌作 | 36.1%  |
| 警官殺しの容疑者が送検されてきた日、雨宮はいつものバーで知り合った男に誘われてバー「Hungry Heart」を訪れる。が、突然の警察の強制捜査（賭博容疑）に巻き込まれ、警察署で不安な夜を過ごすことになる。同じころ警察に自首した被疑者は金で真犯人の身代わりになったとして、一転して容疑を否認。そして真犯人として金融業を営む男が翌日には送検されてきた。いつになく性急に捜査を進める警察。身内を殺された警察の勇み足を警戒する検察。アリバイを主張する被疑者。三者三様の思案を解きほぐすべく久利生は捜査を開始する。が、久利生に同行する雨宮は、長引いた取調べでの寝不足に加え、強制捜査のときに落とした「落し物」の心配で捜査に身が入らない。一方、雨宮が必死に探す「落し物」は憶測が憶測を呼び、周囲に波紋を広げて行く。そして警察の強制捜査の真の目的が明らかになったとき、雨宮は封鎖された「Hungry Heart」の前に到着していた。 |                      |               |                 |          |        |
| 第7話 | 君に会えてよかった   | 2001年2月19日 | 福田靖          | 鈴木雅之 | 34.5%  |
| 遠藤、末次は検事の人使いの荒さや事務官の仕事に不満を漏らし、雨宮は副検事になるための内部試験を受けようと熱意に燃える。そんな折雨宮が掛け持ちしていた久利生の担当事務官として、新たに正木事務官が異動してきた。遠藤、末次はいつものバーで正木に仕事の愚痴を話すと、正木は「事務官の仕事にやりがいはない」と即答し、事務官を辞め原宿の裏通りにクレープ屋を開く予定だと話す。遠藤、末次はそんな正木に同調するようになる。一方久利生は大手貿易会社の専務が被疑者となった痴漢事件を担当していた。容疑を徹底して否認し、被害者の女性社員を解雇した被疑者。被害者の過去を調べ、圧力をかける顧問弁護士。口を固く閉ざす会社関係者。そんな不利な状況を打開するため、久利生と雨宮は会社関係者からの事情聴取を試みる…… |                      |               |                 |          |        |
| 第8話 | 過去を知る女         | 2001年2月26日 | 田辺満          | 加門幾生 | 36.8%  |
| 痴漢事件の裁判でマスコミ注目の美人弁護士巽江里子が中村検事を論破したことが城西支部で話題となる中、医療過誤事件が送検されてきた。専門知識が必要な上、情報を握る病院側の妨害が予想される誰もが嫌がる事案で、当然のごとく担当になったのは久利生。そして病院が雇ったのは、久利生とは司法修習の同期で友人だった話題の巽江里子。警察での自供から一転、容疑を全面否認する被疑者。手術ミスの証言を土壇場で撤回する証人。巽江里子の容赦ない攻勢に、久利生は反撃の糸口を求め捜査を続ける。 |                      |               |                 |          |        |
| 第9話 | 俺がずっとそばにいる | 2001年3月5日  | 福田靖          | 鈴木雅之 | 34.4%  |
| 通勤途中の雨宮が不可解な事故に遭遇したある日、東京地検城西支部にピザの宅配を装った暴漢が侵入し、煙幕を焚き手当たり次第に備品を破壊して逃走するといった襲撃事件が勃発する。予想もしていなかった事態にパニックに陥った検事・事務官からまともな証言が得られず、難航する捜査。国家権力に対するテロなのか、特定の検事に対する遺恨、はたまた単なる愉快犯？等の憶測が飛び交う中、過去の被疑者による仕返しに怯え、難航する捜査に苛立ちを隠さない検事・事務官。疑心暗鬼の中、バッグに爆弾を仕掛けられた雨宮は、狙われた事に身の危険を感じて久利生の部屋に泊まることに…… |                      |               |                 |          |        |
| 第10話 | 別れの予感           | 2001年3月12日 | 田辺満          | 澤田鎌作 | 35.1%  |
| 久利生の下に人気キャスター暴行事件の被疑者が送検されてきた。しかし警察での自白を一転して否定、久利生は捜査を開始する。古田を犯人だと主張する被害者榎本は犯人の顔を見ておらず、久利生は証拠不十分として不起訴を決断する。納得できない榎本は検察審議会に提訴し、更に検察や久利生個人への非難を繰り広げる。そんな中、再度榎本が帰宅途中に暴漢に襲われる。脅迫状の指紋や榎本が襲われた時に見た腕の傷から、警察も古田以外の真犯人の存在に気付くが、面子を保つため古田への追及の手を緩めず、マスコミによる検察＝久利生バッシングが激しさを増す中、警察に怯えた古田は最悪の結末を選択してしまった。 |                      |               |                 |          |        |
| 最終話 | 最後の事件           | 2001年3月19日 | 福田靖          | 鈴木雅之 | 36.8%  |
| 榎本由起暴行事件での非難報道の波紋は大きく、検察上層部は久利生に非がないことを認めつつも、石垣島への異動を決定する。そのころ久利生はサッカースタジアムの警備員殺しの事件を担当していた。その捜査の中被害者の息子・良太と出会う。被疑者が完全黙秘を続ける中で、突如東京地検特捜部が警備員殺しの被疑者を取り調べるため城西支部に乗り込んでくる。目的を隠したまま取り調べを始める特捜の検事達、検事・事務官を引っ掻き回す良太。そんな中、特捜検事の言葉から久利生の異動を知った城西支部の面々は、一致団結して各々のやり方で調査を進めていく。やがてこの事件の背後に、大物政治家と建設業者の黒い関係が浮かび上がる。 |                      |               |                 |          |        |

- 平均視聴率 34.3%（ビデオリサーチ関東地区）[25]

### 特別編（エピソード）
| 話数 | エピソードタイトル                                | 初回放送日   | 脚本   | 演出     | 視聴率                 |
| --- | ------------------------------------------------- | ------------ | ------ | -------- | ---------------------- |
| 特別編 | 今夜復活!! 美しい海の町の怪事件に伝説の検事が挑む | 2006年7月3日 | 福田靖 | 澤田鎌作 | 30.9% ※再編集版は22.1% |
| 鴨井産業の発展に支えられ、海が綺麗なところが特徴の山口県虹ヶ浦。そんな平和な町に殺人事件が発生、石垣島から札幌を経て虹ヶ浦支部に赴任した久利生は犯人と間違えられ留置所に入れられるという災難に遭ってしまう。まもなく虹ヶ浦支部に殺人事件の犯人逮捕の知らせが届く。だが被疑者として逮捕されたのは町一番の人格者として知られる鴨井産業専務・滝田明彦。滝田の逮捕に衝撃を受ける虹ヶ浦支部の面々の嘘であってほしいと願う気持ちも空しく滝田は罪を認める。だが滝田の供述に不可解な点を感じた久利生は鴨井産業の家宅捜索に踏み切ることに。久利生のやり方に戸惑い、虹ヶ浦の住民の反感と敵意を受けながら捜査を進める虹ヶ浦支部の面々。そして捜査の範囲は東京にも広がり、やがて久利生達は滝田が隠し通そうとした真実に辿り着く…。 |                                                   |              |        |          |                        |

### 第2期（エピソード）
| 話数 | エピソードタイトル                                                     | 初回放送日    | 演出     | 視聴率 |
| --- | ---------------------------------------------------------------------- | ------------- | -------- | ------ |
| 第1話 | 13年ぶり月9に復活! 久利生新たな伝説の始まりは時効寸前の宝石強盗        | 2014年7月14日 | 鈴木雅之 | 26.5%  |
| 再び東京地検城西支部に着任した久利生は、大西祐二が居酒屋の店員である坂下康明に暴力を振るった傷害事件の取り調べを行うこととなった。取調べを進めるうちに、大西が15年前の宝石強盗犯である可能性が浮上するが、時効成立まであと3日に迫っていた。久利生は自らの判断で現場に出向くも、証拠が見つからずに起訴できず、一時は他の検事に交代させられてしまう。しかし、他の検事もなかなか起訴できず、時効が刻一刻と迫る。 |                                                                        |               |          |        |
| 第2話 | 久利生VS敏腕弁護士! 女の敵…二人の痴漢の嘘と謎                          | 2014年7月21日 | 鈴木雅之 | 19.0%  |
| この日、久利生が担当したのは、エリートサラリーマン、勝俣大毅の痴漢事件。久利生の取り調べに、勝俣は素直に容疑を認める。久利生が勝俣の取り調べを終えると、勝俣の弁護士桜井丈太郎が訪ねてきた。桜井は、勝俣が警察で受けた恫喝まがいの取り調べが録音されたボイスレコーダーを久利生たちに聞かせ、勝俣の一時帰宅を求め、被害に遭った女性と示談交渉をしたいと相談する。結局、久利生は勝俣を釈放し、勝俣の被害者、宮原祥子のもとへ。宮原は、桜井から示談のコンタクトがあったが応じるつもりはないとキッパリ。ところが後日、久利生のもとに祥子との示談が成立したと桜井が現れる。                                                                                 |                                                                        |               |          |        |
| 第3話 | 真実の行方 コンビ解消の危機!? 絶対に謝らない検事                       | 2014年7月28日 | 平野眞   | 20.5%  |
| 城西支部で、田村が取り調べていた被疑者の佐伯亘が留置場で病死する。翌日、城西支部に佐伯に殺害された被害者の父、長谷川誠一から電話がかかってきた。長谷川は、佐伯の裁判がいつ始まるかを知りたがっていた。しかし、応対した遠藤が被疑者死亡により起訴されないと説明すると、長谷川は絶句してしまう。この日から、長谷川が、城西支部を何度も訪ねたり、電話をかけてくるようになってしまう。担当検事に会わせて欲しいと訴える長谷川。だが、当の田村は相手をしようとせず、遠藤に応対を押し付けてしまう。 |                                                                        |               |          |        |
| 第4話 | 美鈴検事登場! お前は俺が守る                                           | 2014年8月04日 | 平野眞   | 18.7%  |
| 久利生らのかつての同僚である京都地検検事、中村美鈴が城西支部に出張、健康器具詐欺の被疑者、土井垣次郎の取り調べを宇野と共同で行うことに。久利生はマンホール窃盗の被疑者、飛田丞治の取り調べを行うが、飛田は麻木のかつての知り合いだった。逮捕から3日しか経ってないのに62人もの嘆願書が届いた事に疑問を持った久利生は麻木と共に嘆願書を書いた人たちに話を聞くが、その中にも麻木のかつての仲間がいて麻木の素性が次々と明るみに出る。 |                                                                        |               |          |        |
| 第5話 | 鬼の検事と秘密を知る少女の涙                                           | 2014年8月11日 | 金井紘   | 21.0%  |
| 城西支部の検事たちが数多くの案件を抱える中、唯一川尻の手元に残った置引き事件の案件を久利生らの提案で川尻自ら取り調べを行うことに。しかし警察の取り調べでは容疑を認めていた被疑者の小茂田繁樹が一転して否認に転じ、それに対し鋭い追及が出来ず終わり、部下たちの期待に応えられず。さらに目撃者に事情聴取を行うも、目撃者が子供ばかりとあって、強面で子供が苦手な川尻は苦戦し、検事としての自信を失いかけてしまう。 |                                                                        |               |          |        |
| 第6話 | 遠藤事務官逮捕! 惨劇の合コン                                           | 2014年8月18日 | 鈴木雅之 | 20.1%  |
| 遠藤が合コン中のダイニングバーで早田稔がトイレで何者かに刺され重傷を負い、偶然トイレに居合わせた遠藤が殺人未遂容疑で逮捕される。東京地検特捜部検事、首藤礼二が城西支部に乗り込み遠藤の取り調べを行うが、首藤は事件について何も語ろうとしない。被害者の早田が大物代議士の秘書であることが明らかになるが、牛丸も事件については口を噤む。大物代議士の「黒い噂」がチラつく中、遠藤の無実を信じる城西支部の面々は独自の捜査を始める。 |                                                                        |               |          |        |
| 第7話 | 運命の出会い 愛憎の熱海出張                                            | 2014年8月25日 | 平野眞   | 19.0%  |
| 同棲中の恋人を殴って負傷させ書類送検された城山圭吾の取り調べを担当した久利生は、実家の熱海に逃げ帰った被害者の綾野さくらから事情を聞くために麻木と共に熱海へ1泊2日の出張に出かけるが、麻木が夏風邪を引いてしまいホテルで寝込んでしまった為久利生一人で事情聴取を行う。母親同席の場では城山の起訴に同意的だった綾野だが、後になって久利生を喫茶店に呼出し、「彼を許して欲しい」と懇願する。その後麻木を診療所に連れて行った帰りのバスの車内で綾野の元へ向かう城山の姿を見つけた久利生は、バスを降りて後を追う。 |                                                                        |               |          |        |
| 第8話 | 久利生危機! 身代わり出頭の闇                                           | 2014年9月01日 | 金井紘   | 20.5%  |
| 帯木会の幹部を射殺したとして出頭した川藤組構成員・権藤明が城西支部に送検された。宇野の司法修習生時代の恩師・小此木誠が川藤組の顧問弁護士として城西支部に乗り込む中、取り調べを担当することになった久利生だが、淀みなく事件の経緯を語る権藤に対し、久利生は権藤が身代わりで出頭したのではと疑念を抱く。城西支部、そして久利生に対し川藤組が圧力をかけてくる中、久利生は事件の真相を求め、捜査を行う。 |                                                                        |               |          |        |
| 第9話 | 許されざる嘘! 熾烈なチーム戦                                           | 2014年9月08日 | 森脇智延 | 20.2%  |
| 応徳大学の学生4人が同じ大学に通う仲間を集団暴行の末に死なせたとして城西支部に送検された。城西支部の4人の検事がそれぞれ被疑者1人の担当となり取り調べを行うが、4人とも犯行を否認したり、4人それぞれがバラバラの供述を言ったりと苦戦する。仲間がよく利用していたという食堂の女主人・カルロス玉恵から、仲間と一緒に来店して先生のように振る舞っていた人物がいたという証言を得た久利生は、応徳大学OBで自称アパレル会社社長の椎名大介を任意で呼び出して取り調べる。 |                                                                        |               |          |        |
| 第10話 | 最終章突入 暴かれる真実の代償…城西支部最後の事件                       | 2014年9月15日 | 平野眞   | 22.3%  |
| かつての同僚である江上の指名で特捜部に応援することになった久利生と麻木は、現職の国土交通大臣と建設会社社長による贈収賄事件の参考人を取り調べる。一方城西支部では、路上で刺殺事件を起こした南雲尊之を取り調べるが、弁護人の松平一臣の指示もあり、田村の取調べに対して一貫して黙秘を貫く。その後田村と遠藤は、過去4件の未解決の通り魔致傷事件で南雲が捜査線上に浮かんでいたことを突き止め、更に15年前の62歳男性致傷事件にも南雲が関与した疑いを突き止めるが、この事件では別人が容疑者として逮捕され、一貫して無実を主張していたが有罪判決が確定した直後に病死していた。この件で南雲を起訴した場合、城西支部は過去の冤罪を暴いてしまう可能性が出てくる 。 |                                                                        |               |          |        |
| 最終話 | 前代未聞の裁判員裁判! 久利生、検事生命をかけた決断・正義の為の最終決戦 | 2014年9月22日 | 鈴木雅之 | 22.9%  |
| 路上で刺殺事件を起こした南雲の裁判員裁判が始まった。法廷に立った久利生は15年前の62歳男性致傷事件をはじめとする過去の5件の通り魔致傷事件について南雲を追起訴する方針を明らかにしたが、案の定城西支部は検察内部やマスコミからの厳しいバッシングに見舞われる。それでも城西支部の面々は過去の事件現場へ足を運んで証拠固めを行い、さらに15年前の事件の担当検事だった国分秀雄の自宅に足を運び協力を求めるが、国分は一切の協力を拒否する。そして過去の事件について南雲を追起訴するが、弁護人の松平は国分を弁護側証人として申請するという手段に出る。 |                                                                        |               |          |        |

- 平均視聴率 21.3%[26]（視聴率はビデオリサーチ調べ、関東地区・世帯）

## スピンオフドラマ
2014年8月11日未明（10日深夜）から第2期のスピンオフドラマとして、警備員・小杉啓太を主人公にしたショートドラマ『HORE』がフジテレビにて放送。全4回。
キャスト
- 小杉 啓太 - 勝矢
- 井戸 秀二 - 正名僕蔵
- 馬場 礼子 - 吉田羊（第三夜 - 第四夜）

ゲスト
第一夜
- 清掃員 - とむ畑中

第二夜
- 向井 浩太（城西支部の社会科見学に参加していた小学生） - 篠田涼也

第三夜
- 谷村 雅史（結婚式で元交際相手の南場から水をかけられた被害者） - 三浦力
- 南場 礼（谷村に水をかけた被疑者） - 小野ゆり子

スタッフ
- 脚本 - 仁志光佑
- 演出 - 金井紘、平野眞、森脇智延、目黒由紀乃
- 主題曲 - 服部隆之「『HERO』-Main Title-」（EMIミュージック・ジャパン）
- 演出補 - 水戸祐介
- タイトルバック・VFX - 山本雅之
- プロデュース - 渡辺恒也、池田拓也
- プロデュース補 - 羽鳥秋乃
- 制作著作 - フジテレビ

放送日程
| 各話   | 放送日        | サブタイトル                           | 演出       | 放送時間    |
| ------ | ------------- | -------------------------------------- | ---------- | ----------- |
| 第一夜 | 2014年8月11日 | ホラー!城西支部に殺人鬼が!?警備員小杉  | 金井紘     | 2:20 - 2:35 |
| 第二夜 | 8月18日       | 面白いことやって!警備員VS笑わない子供  | 平野眞     | 2:50 - 3:05 |
| 第三夜 | 8月25日       | 恋愛は事件の始まり?検事馬場礼子、登場! | 森脇智延   | 2:45 - 3:00 |
| 第四夜 | 9月15日       | えっ!?小杉が検事に!?ある男の奇妙な夢   | 目黒由紀乃 | 2:50 - 3:05 |

## その他の情報
- 第1話開始前の20時59分 - 21時には予告番組『いよいよHERO 直前みどころSP』が放送され、そのままステブレレスで本編開始になった。
- 第1話で久利生とマスターのやり取りで登場した長野の名産品『ずくずく』と幻の地酒『くまごろし』は、実際には存在しないドラマのために作られた架空のものである[28]。
- 第2期第1話のエンドクレジットで、第1期にレギュラー出演し、2011年5月に亡くなった児玉清が「Special Thanks」とクレジットされた[29]。
- 第5話で久利生が吊り橋の構造を学ぶために訪れた「橋梁技術研究所」は実際には存在しない架空の機関である（橋梁の研究を行う公的機関としては国土技術政策総合研究所および土木研究所が存在する）。このシーンの撮影は東京都三鷹市の海上技術安全研究所で行われた。
- 2015年7月のUSJにおいて、劇場版HEROの公開に合わせて「HERO at ユニバーサル・スタジオ・ジャパン」として、同店のセットが再現された。再現されたカウンターには、そのマスターの精巧なクロノイドと呼ばれる、ユニバーサル・スタジオ開発の技術で生み出された人形が登場するが、田中本人と見間違うくらいの出来栄えであった。また期間中には、園内のレストラン「パークサイド・グリル」のテラスで、劇中に登場する印象的なフード“たこタコス”が数量限定で販売された。あわせて、『HERO』のロゴTシャツやトートバッグなども販売された。

## 受賞
- 第1期（2001年）
  - 第38回ギャラクシー賞選奨
  - 第26回エランドール賞[30]
    - 作品部門
    - プロデューサー部門

  - TV LIFE（学研）ドラマ大賞
  - 第28回ザテレビジョンドラマアカデミー賞[31][32]
    - 最優秀作品賞
    - 主演男優賞（木村拓哉）
    - 主題歌賞（宇多田ヒカル）
    - ベストドレッサー賞（木村拓哉）
    - 監督賞（鈴木雅之､平野眞､澤田鎌作､加門幾生）
    - 劇中音楽賞（服部隆之）
    - キャスティング賞

  - 第4回日刊スポーツドラマグランプリ
    - 主演男優賞（木村拓哉）

  - 第11回TV LIFE 年間ドラマ大賞
    - 主演男優賞（木村拓哉）

- 第2期（2014年）
  - 第82回ザテレビジョンドラマアカデミー賞
    - 最優秀作品賞
    - 主演男優賞（木村拓哉）
    - 監督賞[33]

  - 東京ドラマアウォード2015
    - 助演女優賞（吉田羊）[34]

## 小道具の人気
木村拓哉が着用していたA BATHING APEのダウンジャケットが大ブレイクし、プレミアが付くほどの人気アイテムとなった。これ以来、木村拓哉がドラマで着用する洋服は常に注目されるようになった。久利生検事がハマる通販グッズにも注目が集まった。

### 登場した通販グッズ
- マーメイドスリム（第1期第1話） - 腰と足の部分が、横移動するダイエット器具。
- ボディーブレード（第1期第1話） - 手で揺らす、棒状の運動器具。
- ジョーバ（特別編） - 乗馬のように跨って座る運動器具。
- アブサークルプロX（第2期第1話） - 劇中では「アブサイクロンX」として登場。下半身をスイングするだけで下半身を引き締められる運動器具。

## ロケ地
- タイトルバックの公園：辰巳の森緑道公園
- 裁判所：明治生命本社ビル
- 東京地方検察庁城西支部：丸ノ内八重洲ビルディング [2006年に取り壊し] → 三井本館
- 眼鏡店（第9話）：インスパイラル [2004年に移転]
- 検察審議会会場（第10話）：綱町三井倶楽部
- 東京中央スタジアム（最終回）：駒場スタジアム（さいたま市浦和区）
- 山口地方検察庁虹ヶ浦支部（特別編）：千葉県富津市水道部
- つり宿とつりをしていた堤防（特別編）：千葉県南房総市富浦町
- 久利生が東京に戻る際、虹ヶ浦支部のメンバーに見送られた駅（特別編）：JR予讃線 下灘駅(愛媛県伊予市) 尚、木村拓哉が乗った車両(キハ65 34)は現在も西条市にある四国鉄道文化館に保存されており、木村拓哉と同じ立ち位置・座席に座ることができる。
- 秋葉原（特別編）：マクドナルド末広町店前付近

## DVD、Blu-ray
- 第1期
  - HERO 全巻セット DVD-BOX 6枚組 発売日：2001年7月25日
  - HERO 全巻セット リニューアルパッケージ版 DVD-BOX 6枚組 発売日：2007年8月22日
- 特別編
  - HERO 特別編 [DVD] 発売日：2009年3月4日
- 第2期
  - HERO 全巻セット Blu-ray BOX 4枚組 発売日:2015年1月14日
  - HERO 全巻セット DVD-BOX 7枚組 発売日:2015年1月14日

## 関連作品
- 極悪がんぼ - 最終回に久利生公平が登場[35]。